# Герцеговина (еялет)
43°20′00″ пн. ш. 17°48′00″ сх. д. / 43.33333333° пн. ш. 17.8° сх. д.
Еялет або пашалик Герцеговина (осман. ایالت هرسك) — адміністративно-територіальна одиниця Османської імперії. Існував у 1833—1851 роках. Утворився з частини еялету Боснія (на теперішніх землях Боснії і Герцеговини, Чорногорії та Сербії).

## Історія
У 1470 році Герцеговина стає санджаком Румелійського бейлербейства, а у 1580 році — Боснійського. Південні кордони санджака страждали під час численних турецько-венеційських війн. У 1596—1612 та 1737 роках відбувалися потужні повстання місцевого населення проти османської влади.
З початком Боснійського повстання у 1831 році на чолі з Хусейном Градашчевичем розпочався рух за автономію й в Герцеговині. Знать і військовиків останнього підтримував великий візир, намагаючись послабити боснійський рух. На бік султана перейшов герцеговинський військовик Алі-паша Ризванбегович, який підтримав ліквідацію яничарського корпусу (в Стамбулі його знищено у 1826 році). Зрештою у 1833 році було створено самостійний Герцеговинський еялет.
Фактично Герцеговина перетворилося на володіння Алі-паші, який сприяв збереженню влади султанського уряду на кордонах з Боснією, Далмацією та Чорногорією. Також герцеговинські війська сприяли придушенню сербських та інших повстань. У цей період було проведені значні іригаційні роботи, збільшено площі сільськогосподарських земель, запроваджено заходи з відродження землеробства. Водночас Алі-паша навіть листувався з закордонними урядами, намагаючись послабити політичний тиск на еялет. Втім, не досяг значних успіхів. За свідченням європейських мандрівників 1858 року Герцеговина перебувала в складній економічній ситуації, значні площі було занедбано.
Після смерті у 1851 році Алі-паші Ризванбеговича еялет Герцоговина знову увійшов до складу Боснійського еялету.

## Структура
Складався з 11 санджаків: Мостар (адміністративний центр), Прієполе, Плєвля, Чайниче, Невесинє, Никшич, Любинє, Столаць, Почитель, Благай, Томиславград.